# Gereb Awso
Gereb Awso is een Ethiopisch stuwmeer in Inderta, een woreda (regio) van Tigray. De aarden dam werd gebouwd in 1998 door SAERT.

## Eigenschappen van de dam
- Hoogte: 10,5 meter
- Lengte: 196 meter
- Breedte van de overloop: 3 meter

## Capaciteit
- Oorspronkelijke capaciteit: 118944 m³
- Ruimte voor sedimentopslag: 3944 m³
- Oppervlakte: 2,12 ha

## Irrigatie
- Gepland irrigatiegebied: 9 ha
- Effectief irrigatiegebied in 2002: 5 ha

## Omgeving
Het stroomgebied van het reservoir is 1,21 km² groot, met een omtrek van 4,62 km en een lengte van 1780 meter. Het reservoir ondergaat snelle sedimentafzetting.  Het gesteente in het bekken is Schiefer van Agula. Een deel van het water gaat verloren door insijpeling; een positief neveneffect hiervan is dat dit bijdraagt tot het grondwaterpeil.